# Мить удачі
«Мить удачі» (рос. «Миг удачи») — радянський художній фільм 1977 року, знятий на Свердловській кіностудії.

## Сюжет
Молодий журналіст Федоров приїжджає на гірськолижний курорт, де тренуються спортсмени. Він намагається розібратися в психології спортсменів-гірськолижників. Особливо його цікавить доля чемпіона Сергія Максимова. Колишній чемпіон країни з гірськолижного спорту Сергій Максимов отримав серйозну травму на змаганнях. Але розлучитися з гірськолижною трасою він не може і знову починає посилено тренуватися. Тренер розуміє, що Максимов не зможе знову стати чемпіоном. Але він потрібен збірній команді країни як людина, здатна об'єднати навколо себе молодь, підтримати товаришів у важку хвилину…

## У ролях
- Микола Караченцов — Федоров, журналіст
- Борис Щербаков — Сергій Максимов, спортсмен, колишній чемпіон, майстер спорту з гірських лиж
- Лідія Константинова — Марина Володимирівна, дружина Сергія Максимова, доктор
- Юрій Візбор — Павло Петрович Юрасов, головний тренер збірної
- Олексій Інжеватов — Вадим Купченко, спортсмен, досвідчений гірськолижник
- Леонід Елінсон — телеоператор
- Юріс Лауціньш — Костянтин Накомонов, молодий початківець спортсмен
- Владислав Ковальков — Смірнін, тренер
- Геннадій Чертіщев — член спорткомітету
- Марина Трошина — дівчина з Вадимом
- Вітаутас Анужіс — епізод
- Володимир Кручинін — епізод
- Михайло Ширвіндт — танцюючий хлопець в ресторані

## Знімальна група
- Режисер — Всеволод Плоткін
- Сценарист — Валерій Прийомихов
- Оператори — Микола Гайл, Рудольф Мещерягін
- Композитор — Анатолій Бальчев
- Художник — Юрій Істратов